# Ujj Mészáros Károly
Ujj Mészáros Károly (Keszthely, 1968. április 23. – ) magyar reklám- és filmrendező, forgatókönyvíró, filmproducer.

## Élete
Édesapja, Ujj Mészáros Károly növénynemesítő, egyetemi adjunktus volt a keszthelyi Agrártudományi Egyetemen.
Felsőfokú tanulmányait 1987 és 1992 között a Budapesti Közgazdaságtudományi Egyetem külkereskedelem szakán végezte. Érdeklődése már ekkor a film fele fordult.
1994-ben forgatta első kisfilmjét (Attila bohóc címmel) a Balázs Béla Stúdió támogatásával. Londonban a London Drama School (STAR TEK associates) képzésén vett részt, majd 1999 óta szabadúszóként dolgozott producerként, készít reklámfilmeket és rendez.
Filmjeivel számos nemzetközi és hazai fesztiválon vett rész, nyert díjat. A Magyar Filmszemlén például a Gumiember című lírai-abszurd kisfilmjével elnyerte a fődíjat, A ház című kísérleti filmjéért a zsűri különdíját kapta, 2009-ben pedig, a 40. filmszemlén az Alena utazásáért – amit szarajevói és berlini filmfesztiválon is méltattak – átvehette a legjobb kisjátékfilmért járó díjat.
2011. novemberében mutatták be a Pesti Magyar Színházban első színházi rendezését, Maros András Gyanús mozgások című darabját, ami két évig volt színen. 2018. szeptember 14-én pedig a Centrál Színház mutatja be rendezésében Joannah Tincey Jane Austen: Büszkeség és balítélet adaptációját Baráthy György fordításában Büszkeség és balítélet két színészre címmel.
Első nagyjátékfilmje, a Liza, a rókatündér elkészítésében segítséget kapott a cannes-i fesztivál Cinéfondation szekciójának Műhelyétől. A mű alapötletét Pozsgai Zsolt Liselotte és a május című darabja adta, ám egy japán filmfesztiválon kiegészült a történet a rókatündér motívummal. 2012 nyarán, negyvenkét nap alatt forgatta le a stábbal a filmet, ami a forgatás előkészítésétől az utómunkák befejezésig három év alatt nyerte a végső alakját. Az ötlet után nyolc évvel, 2015 februárjában került mozivászonra. A magyarországi bemutató óta világszerte is játsszák filmfesztiválokon, melyeken számos rangos, nemzetközi elismerést elnyert, miközben 2015 májusában a Nemzeti Filmalap második legnézettebb filmje lett.

## Filmjei
- 1994 – Attila bohóc
- 2002 – Gumiember (színes kisjátékfilm)
- 2003 – A ház (színes – fekete-fehér kísérleti film)
- 2005 – Palika leviszi a szemetet (színes kísérleti film)
- 2005 – Ők (színes kísérleti film)
- 2007 – 3 (történet a szerelemről) (színes kisjátékfilm)
- 2008 – Alena utazása (színes kisjátékfilm)
- 2008 – Álmatag férfiak titkos kalandjai (színes kisjátékfilm)
- 2015 – Liza, a rókatündér (színes nagyjátékfilm)
- 2018 – X – A rendszerből törölve (színes nagyjátékfilm)
- 2019 – Alvilág (televíziós sorozat)

## Díjai
- 2003 – 34. Magyar Filmszemle – fődíj (kísérleti és kisjátékfilm kategória) – Gumiember[19]
- 2004 – Tabor Film Festival – közönségdíj – Gumiember[20]
- 2004 – WorldFest-Houston Nemzetközi Filmfesztivál(wd) – Ezüst Remi díj – Gumiember[21][22]
- 2004 – Zabok Tabor Filmfesztivál – fődíj (Grand Prix) – A ház[21][23]
- 2004 – 35. Magyar Filmszemle – a kísérleti-kisjátékfilmes zsűri különdíja – A ház[24]
- 2005 – Visionaria 14. nemzetközi filmfesztivál[25] (Siena) – a zsűri különdíja – Palika leviszi a szemetet[26]
- 2007 – Golden Drum nemzetközi reklámverseny (Portorož) – Studio Drum rendezői verseny nyertese[27]
- 2008 – 39. Magyar Filmszemle – az Országos Diákzsűri különdíja kisjátékfilm kategóriában (indoklás: „A hétköznapok mikrovilágának részletgazadag, érzékletes ábrázolásáért”) – 3 (történet a szerelemről)[28]
- 2009 – 40. Magyar Filmszemle – az Országos Diákzsűri legjobb kisjátékfilm fődíja – Alena utazása[29]
- 2015 – 35. Fantasporto filmfesztivál(wd) – legjobb film – Liza, a rókatündér[30]
- 2015 – 31. Imagine filmfesztivál(wd), Amszterdam – ezüst Méliès-díj, a legjobb európai fantasztikus filmnek – Liza, a rókatündér[31][32][33]
- 2015 – 33. Brüsszeli nemzetközi fantasy filmfesztivál(wd) (BIFFF) – 7. Orbit díj a legjobb új játékfilmnek és a Pegasus díj nevezetű közönségdíj – Liza, a rókatündér[34][35]
- 2015 – 3. Nocturna, Madrid Fantasztikus Filmek Fesztiválja – a legjobb filmért járó "Paul Naschy", a legjobb rendezés és a legjobb forgatókönyv (Hegedűs Bálinttal; megosztva kapták az Exeter című filmmel) díjak – Liza, a rókatündér[36][37][38][39]
- 2015 – 41. Seattle-i Nemzetközi Filmfesztivál – nagy zsűri díj, új rendezők program (Grand Jury Prize, New Directors Competition) – Liza, a rókatündér[40]
- 2015 – 8. Cinema City filmfesztivál(wd) – Cineuropa-díj – Liza, a rókatündér[41][42][43][44]
- 2015 – 15. Magyar Filmfesztivál, Los Angeles – legjobb film, "Hungarians in Hollywood" díj – Liza, a rókatündér[45]
- 2015 – 4. Stockholmi Monsters of Film – közönségdíj a legjobb játékfilmnek – Liza, a rókatündér[46][47]
- 2015 – 21. Lundi Nemzetközi Fantasztikus Film Fesztivál – Siren díj a legjobb nemzetközi filmnek és közönségdíj a legjobb játékfilmnek – Liza, a rókatündér[48]
- 2015 – 3. Ottawai Cellar Door Filmfesztivál – közönségdíj a legjobb játékfilmnek – Liza, a rókatündér[49]
- 2015 – 29. Leedsi Nemzetközi Filmfesztivál – közönségdíj a legjobb elbeszélő játékfilmnek – Liza, a rókatündér[50]
- 2015 – 17. Essonne-i Európai Filmfesztivál – nagydíj, azaz a játékfilmek közönségdíja – Liza, a rókatündér[51][52][53][54]
- 2016 – 54. Magyar Filmkritikusok Díjátadó – 2015 legjobb első film díja – Liza, a rókatündér[55][56]
- 2016 – 2. Magyar Filmhét – Magyar Filmdíj legjobb rendező és legjobb nagyjátékfilm kategória – Liza, a rókatündér[57][58]